# Blue Springs (Missouri)
Blue Springs è una città degli Stati Uniti d'America, nella Contea di Jackson dello Stato del Missouri.
È un sobborgo della cintura urbana di Kansas City. Al censimento del 2000 possedeva una popolazione di 48 080 abitanti.